# ريك دي فوست
ريك دي فوست (بالإيطالية: Rik De Voest)‏ (ولد في 5 يونيو 1980، في ميلان، إيطاليا). هو لاعب كرة مضرب محترف.